# Марянка (гміна Курув)
Марянка (пол. Marianka) — село в Польщі, у гміні Курув Пулавського повіту Люблінського воєводства.
Населення — 24 особи (2011).
У 1975-1998 роках село належало до Люблінського воєводства.

## Демографія
Демографічна структура станом на 31 березня 2011 року:
|          | Загалом | Допрацездатний вік | Працездатний вік | Постпрацездатний вік |
| -------- | ------- | ------------------ | ---------------- | -------------------- |
| Чоловіки | 14      | 2                  | 9                | 3                    |
| Жінки    | 10      | 1                  | 5                | 4                    |
| Разом    | 24      | 3                  | 14               | 7                    |